# کالیتون، نیو ساوت ولز
کالیتون (به انگلیسی: Colyton) یک حومه شهر در استرالیا است که در نیو ساوت ولز واقع شده‌است.